# Municipio de Lawrence (condado de Clearfield)
El municipio de Lawrence (en inglés: Lawrence Township) es un municipio ubicado en el condado de Clearfield en el estado estadounidense de Pensilvania. En el año 2000 tenía una población de 7.712 habitantes y una densidad poblacional de 35.8 personas por km².

## Geografía
El municipio de Lawrence se encuentra ubicado en las coordenadas 41°11′00″N 78°27′29″O / 41.18333, -78.45806.

## Demografía
Según la Oficina del Censo en 2000 los ingresos medios por hogar en la localidad eran de $30,074 y los ingresos medios por familia eran de $37,151. Los hombres tenían unos ingresos medios de $29,506 frente a los $20,250 para las mujeres. La renta per cápita de la localidad era de $16,321. Alrededor del 15,6% de la población estaba por debajo del umbral de pobreza.